# 黄金时代

黄金时代，皮埃特罗·达·科尔托纳绘。

黄金时代（希臘語：χρύσεον γένος）是来自希腊神话中的一个词汇，现用来比喻美好和繁荣的年代。
尤其是在赫西俄德的《工作与时日》中被使用。在这个著作中，将人类世纪划分为五个时代，其中黄金时代是第一个时代，之后逐渐堕落。黄金时代被克洛诺斯统治，在此之后依次为白银时代、青铜时代、英雄时代和黑铁时代。
黃金時代是唯一在克洛諾斯統治下的時代。其被描寫為人類生活在神之間，並和神祇們任意來往。整個時代充滿了和平与和諧。人類並不需要為了養活自己而辛勤勞動，因為土地會自己長出食物。人類能以年輕的外貌度過漫長的歲月，當大限将至时，他們會安详虔誠地接受死亡，他們的靈魂會變成精靈環繞著土地。柏拉圖在《克拉底魯篇》中再次闡述了人類的黃金時代。他闡明赫西俄德使用黃金這一詞，並不是指人類是用黃金製作的，而是指當時人類的美好和高貴。他將這些人類描述為地球的精靈（Daemons），因為希臘語中δαίμονες（daimones，精靈）是從δαήμονες（daēmones，智慧或知識）中派生出來的。神對這些人類是仁慈的，讓他們遠離疾病，並守護着他們。